# 夏威夷州學院和大學列表
以下是夏威夷州目前运营的公立和私立高等教育机构列表。

## 公立大學
- 夏威夷大學（University of Hawaii）
  - 夏威夷大學希洛分校（Hilo）
  - 夏威夷大學馬諾阿分校（Manoa）
  - 夏威夷大學西歐胡分校（英语：University of Hawaii–West Oahu）（West Oahu）
  - 夏威夷大學茂伊學院（英语：University of Hawaii Maui College）（University Center, Maui）

## 私立大學
- 楊百翰大學夏威夷分校（Brigham Young University-Hawaii Campus）
- 檀香山夏曼納德大學（Chaminade University of Honolulu）（曾譯作：“宣敏耐大學”）
- 夏威夷太平洋大學（Hawaii Pacific University）
- 夏威夷洛亞學院（Hawaii Loa College）